# Javelot tir sur cible
Le javelot tir sur cible est un jeu traditionnel devenu une discipline sportive reconnue en France par le ministère de la Jeunesse et des Sports depuis 1984. Il se joue essentiellement dans le Nord de la France (région Nord-Pas-de-Calais et dans le département de la Somme), en Belgique et en Hongrie. En France, cette pratique sera inscrite à l'Inventaire du patrimoine culturel immatériel français dès 2012.

## Description

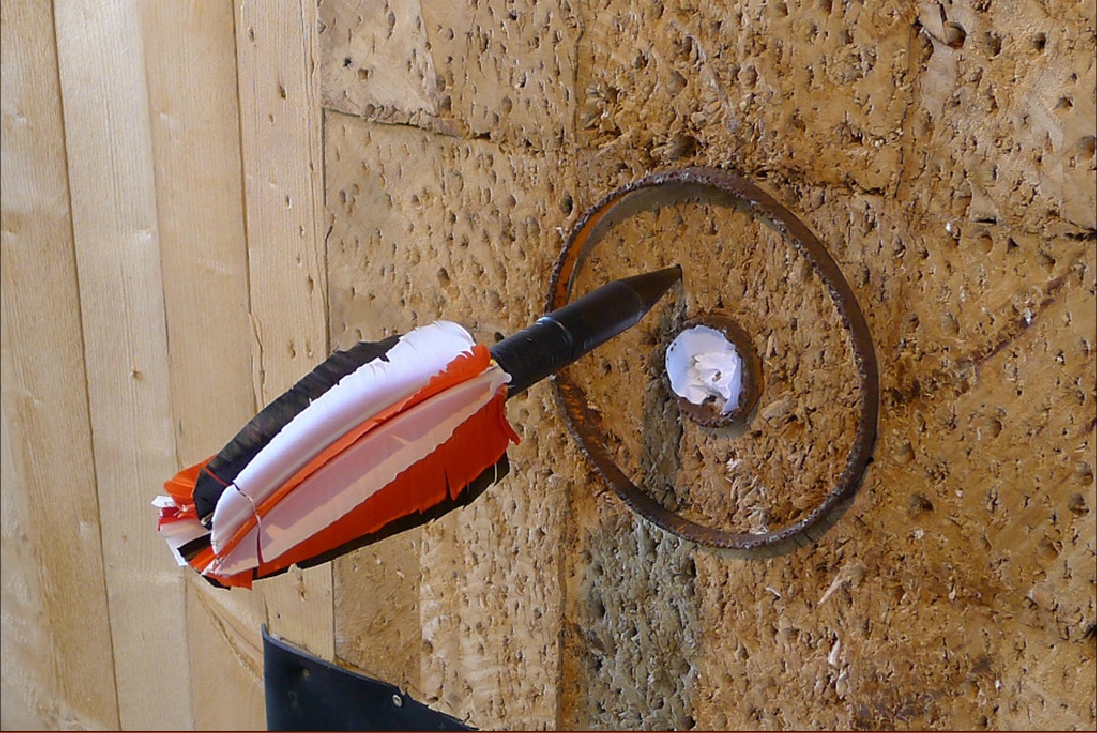

Le javelot est une grosse fléchette avec une pointe en acier pesant entre 300 et 400 g et un plumet (plumes de dindes). Le joueur lance le javelot vers une cible placée à 8 mètres. La cible est un carré (40 cm x 40 cm) avec le centre situé à 80 cm du sol. La cible comporte deux cercles concentriques (bagues): le petit cercle à un diamètre de 6 cm et le grand cercle mesure 21 cm.
Les javeloteux lancent deux javelots vers la cible. Lorsqu'un javelot atteint la cible à l'intérieur du petit cercle, cela donne 2 points et entre le petit et le grand cercle, cela donne un point.

## Le jeu traditionnel
Avant de devenir une discipline sportive, ce jeu était pratiqué dans les clubs, cafés et dans les ducasses où les picards jouaient à chés cleus (les clous) ou à ch'ju d'jav'lot.

## Catégories
il a plusieurs catégories : 
- « Honneurs » : moyenne supérieure ou égale à 24,5 points sur 30 javelots lancés.
- « Première division » : moyenne de 20,5 à 24,49 sur 30 javelot lancés.
- « Deuxième division » : moyenne de 17 à 20,49 sur 30 javelot lancés.
- « Troisième division » : moyenne de 13,5 à 16,99 sur 30 javelot lancés.
- « Quatrième division » : moyenne de 10 à 13,49 sur 30 javelot lancés.

(les moyennes calculées inférieures à 10 sont ramenées à 10).
- « Femme » : liée au sexe sans condition d'âge.
- « Vétéran » : au moins 60 ans dans l'année.
- « Junior » : de 18 ans à 20 ans dans l'année.
- « Cadet » : de 14 ans à 17 ans dans l'année.
- « Minime » : jusqu'à 13 ans dans l'année.